# Датдеев, Аслан Тамбиевич
Асла́н Тамби́евич Датде́ев (17 октября 1973, Орджоникидзе, Северо-Осетинская АССР, СССР) — советский и российский футболист.

## Карьера
Заниматься футболом начинал в Орджоникидзе, первым тренером был Мурат Огоев. В 1989 году попал в заявку местного «Спартака», за который дебютировал 2 мая 1989 года в кубковом матче против «Крыльев Советов». Не проведя за «Спартак» ни одного матча в первой лиге, вместе с Олегом Корниенко перешёл в другой клуб из Владикавказа — «Автодор», в составе которого играл на протяжении четырёх с половиной лет. Летом 1994 года, после матча с «Ураланом» в рамках первой лиги, Датдеев подписал контракт с «Аланией», в составе которой стал чемпионом России. Однако на поле выходил не часто, осенью 1998 года был выставлен на трансфер. В 1999 году Валерий Газзаев порекомендовал Датдеева Сергею Андрееву, и тот вскоре перебрался в «Ростсельмаш», но отыграл лишь шесть матчей. В 2001 году перешёл в казахстанский «Есиль-Богатырь» Петропавловск, провёл половину сезона, затем получил травму и покинул команду. После чего перебрался в «Шахтёр» Караганда, но травма дала о себе знать. Карьеру завершал в «Титане» Реутов.

## Достижения

### Командные
«Алания»
Чемпион России: (1)
- 1995

 Серебряный призёр Чемпионата России: (1)
- 1996